# نيك كولمان
نيك كولمان (بالإنجليزية: Nick Coleman)‏ هو سياسي أمريكي، ولد في 23 فبراير 1925 في سانت بول في الولايات المتحدة، وتوفي بنفس المكان في 5 مارس 1981. حزبياً، نشط في حزب العمال المزارعين الديمقراطيين في مينيسوتا والحزب الديمقراطي.

## مناصب
- انتخب عضو مجلس ولاية مينيسوتا.
- انتخب مجلس شيوخ مينيسوتا.
- انتخب List of minority leaders of the Minnesota Senate [الإنجليزية]‏.
- انتخب List of majority leaders of the Minnesota Senate [الإنجليزية]‏.